# UK Dance Chart
El UK Dance Chart es un lista musical publicada por The Official Charts Company del Reino Unido.
Está compuesta por la Dance Singles Chart y la Dance Albums Chart a partir de las ventas de canciones y álbumes del género de música dance (por ejemplo, house, trance, drum and bass, garage, synth-pop) en tiendas de discos y descargas digitales.
Aunque la lista no se emite por ninguna radio o por televisión, se podía ver en la página de la BBC Radio 1 y también está disponible en el sitio web de The Official Charts Company. 
A partir de 1981, Media Research Information Bureau (MRIB), compiló una lista de música disco y dance que se publicó en varios semanarios musicales. La publicación especializada Music Week comenzó a compilar una lista de dance a partir de datos de Gallup a mediados de la década de 1980.
En 1990, los editores de Music Week, junto con la BBC y un consorcio de minoristas, formaron la Chart Information Network (que más tarde se convertiría en la Official Charts Company). Comenzó a compilar la lista en 1990.
El archivo en el sitio web oficial de Charts Company se remonta al 3 de julio de 1994. Las fechas se dan en publicaciones de listas como las producidas por Billboard, Guinness y Virgin. Las descargas digitales se convirtieron en elegibles para las listas en junio de 2009. Antes de eso, solo las ventas de vinilos y CD se compilaban en la lista.
Las listas de sencillos y de álbumes de música dance se componen de 40 posiciones.